# Lithometeor

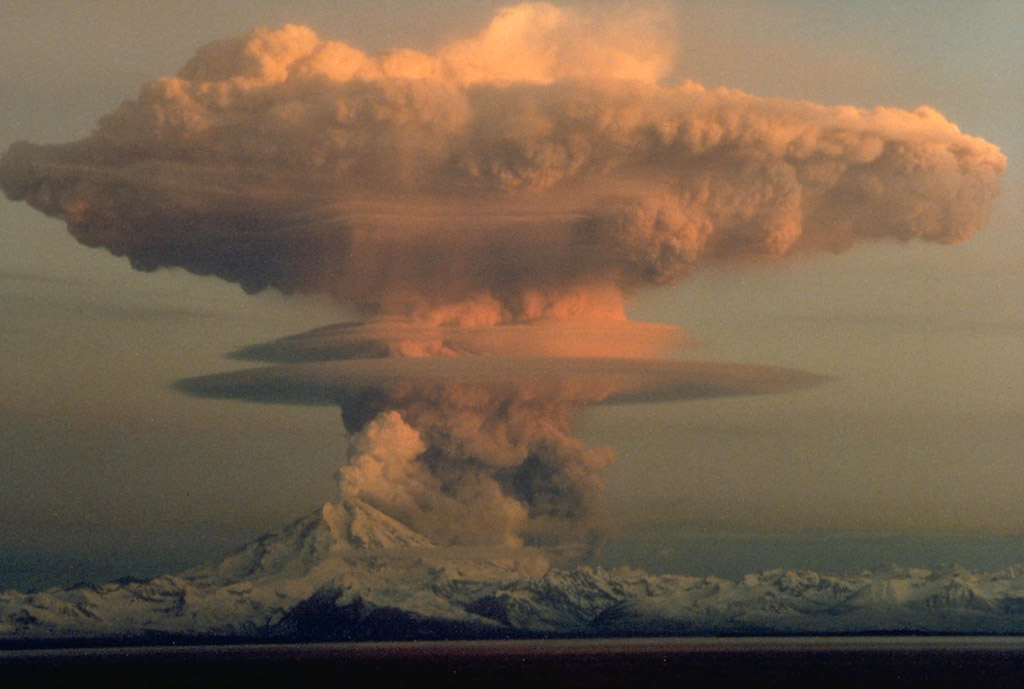
Große Aschewolke des Vulkans Mount Redoubt.

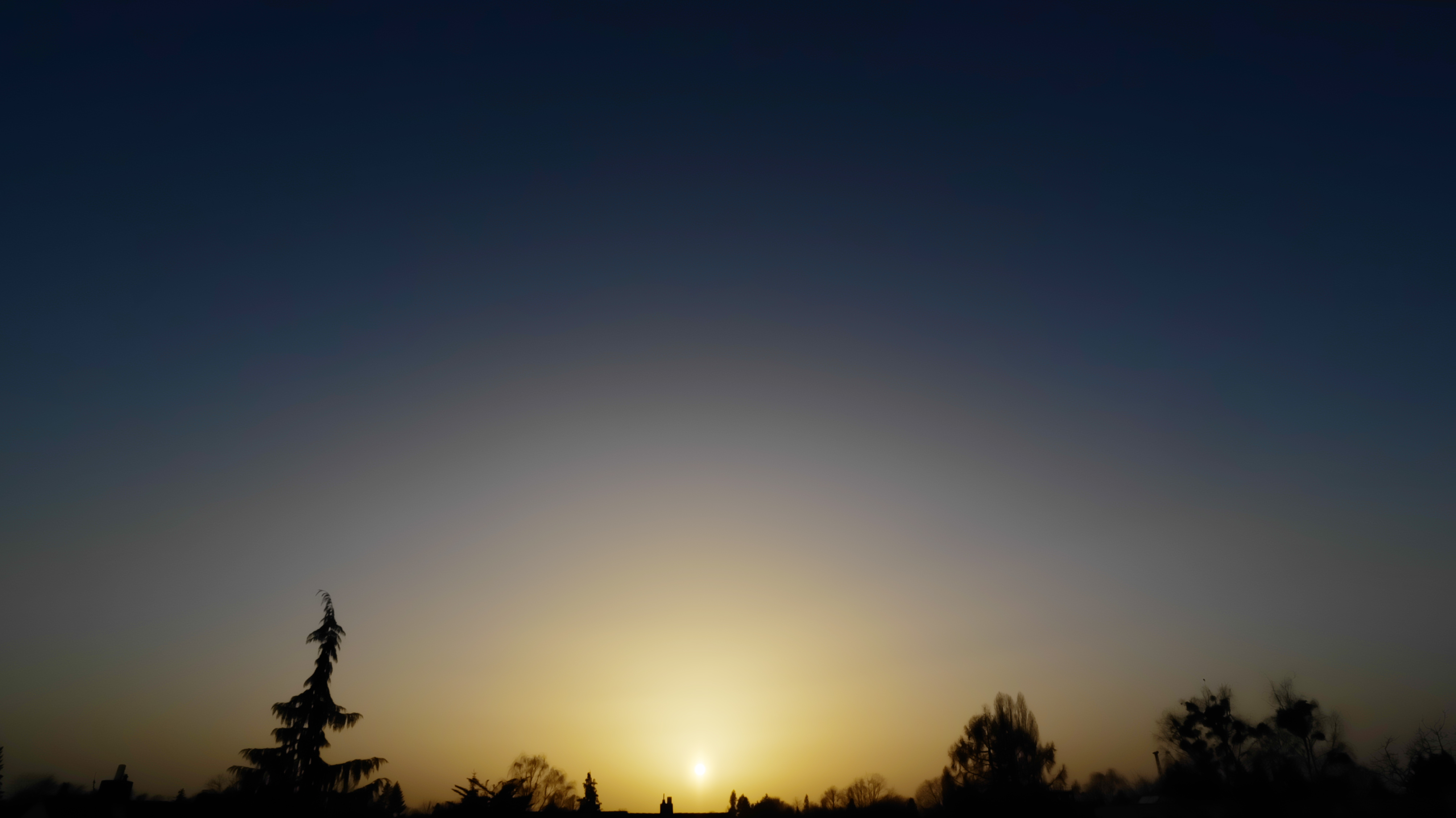
Lithometeor beim Sonnenuntergang in Berlin am 25. Februar 2021, wolkenloser Himmel mit Saharastaub.

Lithometeore sind Meteore, die im Gebiet der Meteorologie in der Atmosphäre an der Erdoberfläche oder im Himmel beobachtet werden. Der Name leitet sich von „Litho“, altgriechisch λίθος [líthos] für „Stein“ (Anmerkung: einschließlich im Sinne von Sand und Staub), und „Meteor“, vom altgriechischen μετέωρος [metéōros], „in der Luft schwebend“, her. Anders als Elektrometeore, Hydrometeore und Photometeore stehen sie mit Schwebeteilchen im Zusammenhang, die nicht aus Wasser bestehen. Feste und flüssige Bestandteile der Atmosphäre, bei deren Zusammensetzung Wasser keine oder zumindest fast keine Rolle spielt, werden auch als Aerosole bezeichnet.

## Phänomene
Zu den Lithometeoren gehören:
- Aschewolke
- Rauch
- Mikrometeoriten bzw. Meteorstaub
- Sandsturm, Staubsturm
- Staubdunst
- Trockener Dunst
- Tromben (Kleintrombe, Tornado)